# گونوسکودینا
گونوسکودینا (به ایتالیایی: Gonnoscodina) یک کومونه در ایتالیا است که در استان اریستانو واقع شده‌است.

## خصوصیات
گونوسکودینا ۸٫۹ کیلومترمربع مساحت و ۵۱۵ نفر جمعیت دارد و ۱۱۲ متر بالاتر از سطح دریا واقع شده‌است.